# Polyme compozit
Polyme compozit (tiếng Anh: polymer composites; viết tắt: PC) là loại vật liệu được cấu tạo bởi 2 hay nhiều cấu tử (thành phần). Trong đó, loại cấu tử thứ nhất là 1 hay nhiều polyme nền thông thường. Loại cấu tử thứ hai là các chất phụ gia (chất độn) như vật liệu sợi, bột của các chất vô cơ cơ... Còn có thể có thêm 1 thành phần thứ ba là chất liên kết, có tác dụng làm tăng độ kết dính giữa chất độn (cốt sợi) và nhựa nền. Polyme compozit có các tính chất hoá, lý khác nhiều so với từng vật liệu thành phần riêng rẽ.

## Chất độn
Cốt sợi có thể là sợi tự nhiên (sợi đay, sợi gai, sợi lanh, xơ dừa, xơ tre, bông...), có thể là sợi nhân tạo (sợi thủy tinh, sợi vải, sợi polyamit...). Tuỳ theo yêu cầu sử dụng mà người ta chế tạo sợi thành nhiều dạng khác nhau: sợi ngắn, sợi dài, sợi rối, tấm sợi... Việc trộn thêm các loại cốt sợi này vào hỗn hợp có tác dụng làm tăng độ bền cơ học cũng như độ bền hoá học của vật liệu PC như: khả năng chịu được va đập; độ giãn nở cao; khả năng cách âm tốt; tính chịu ma sát - mài mòn; độ nén, độ uốn dẻo và độ kéo đứt cao; khả năng chịu được trong môi trường ăn mòn như: muối, kiềm, axít... Những khả năng đó đã chứng tỏ tính ưu việt của hệ thống vật liệu PC mới so với các loại polyme thông thường. Và, cũng chính vì những tính năng ưu việt âý mà hệ thống vật liệu PC đã được sử dụng rông rãi trong sản xuất cũng như trong đời sống.